# بودای تیان تن

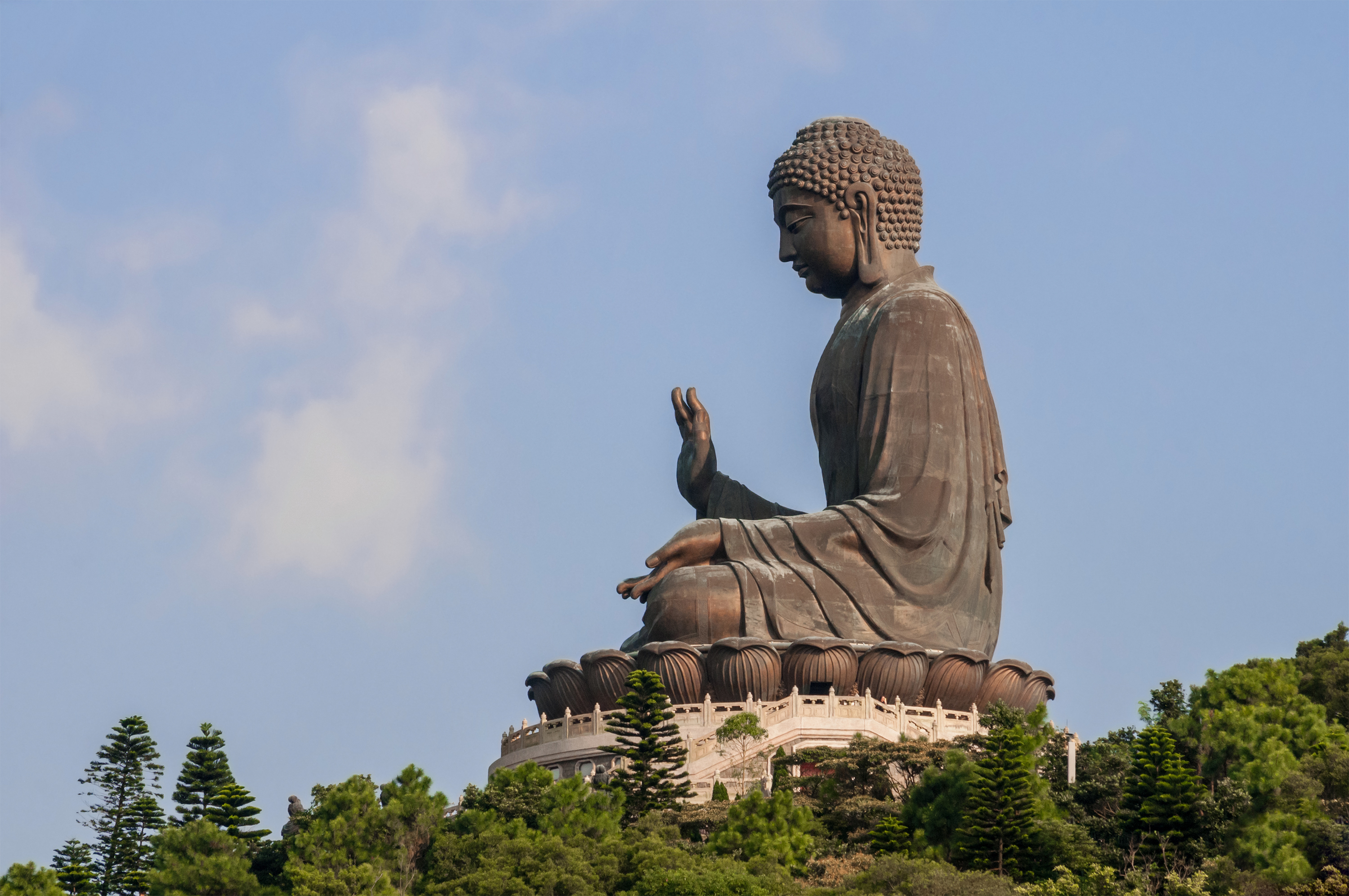
بودای تیان تن

بودای تیان تَن یا بودای بزرگ یک تندیس برنزی بزرگ از گوتاما بودا در اِنگُنگ پینگ، جزیره لانتانو است. ساخت این تندیس در سال ۱۹۹۰ آغاز شد و در ۲۹ دسامبر ۱۹۹۳ به پایان رسید. این تندیس نشان دهندهٔ هارمونی میان رابطهٔ انسان و طبیعت، انسان و ایمان است. این منطقه یک مرکز اصلی بودایی در هنگ کنگ است و جاذبهٔ گردشگری مهمی به‌شمار می‌رود.
پیرامون این تندیس، شش تندیس کوچکتر برنزی هم دیده می‌شود این شش تندیس نماد شش کمال‌یابی است.